# Assembly of Captive European Nations

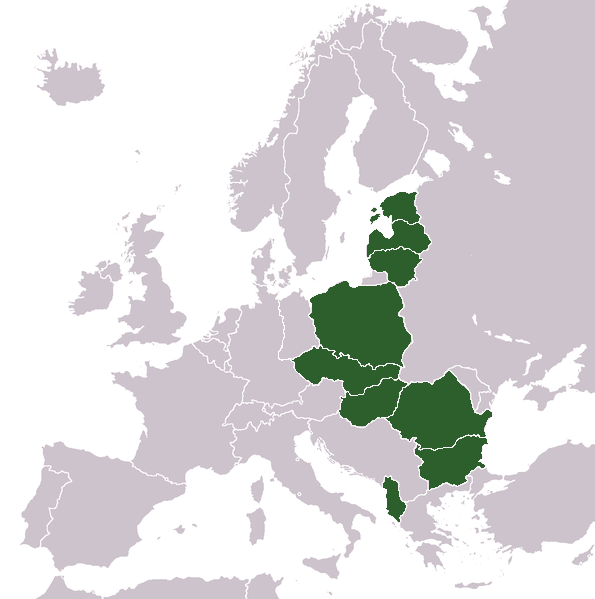
Die in ACEN vertretenen Länder Osteuropas

Die Assembly of Captive European Nations, ACEN (deutsch: Versammlung der unterjochten Nationen Europas) war eine internationale Organisation verschiedener Exilgruppen aus den Staaten Osteuropas.

## Geschichte
Die Organisation wurde am 20. September 1954 gegründet, ihre Zentrale lag in New York und besaß weitere Büros in Bonn, London und Paris. Die ACEN vereinigte Repräsentanten aus neun Nationen Mittel- und Osteuropas, die sich nach dem Zweiten Weltkrieg unter der Herrschaft der Sowjetunion befanden. Es handelte sich um Exilpolitiker, ehemalige Regierungsmitglieder und Führungspersonen aus dem Kulturbereich aus Albanien, Bulgarien, Estland, Lettland, Litauen, Polen, Rumänien, Tschechoslowakei und Ungarn.
Nachdem das Free Europe Committee das ACEN gründete und finanziell unterstützte, aufgrund von Haushaltskürzungen die Zuwendungen für ACEN im Januar 1972 gestrichen hatte, sind die Büros der Organisation geschlossen worden. Alle Dokumente und Aufzeichnungen der Organisation werden im Immigration History Research Center der University of Minnesota aufbewahrt.

## Ziele
Zu den durch die Organisation selbst erklärten Zielen gehörte es, die Befreiung der Länder von der kommunistischen Diktatur mit friedlichen Mitteln zu betreiben,  die öffentliche Meinung auf das Geschehen hinter dem Eisernen Vorhang aufmerksam zu machen und für die Unterstützung von verschiedenen Institutionen der Regierungen wie der Gesellschaft zu werben.

## Bibliographie
- Feliks Gadomski (ACEN Generalsekretär): Zgromadzenie Europejskich Narodów Ujarzmionych. Krótki Zarys. Bicentennial Publishing Corporation „Nowy Dziennik“, New York NY 1995.
- Anna Mazurkiewicz: „The Voice of the Silenced Peoples“. The Assembly of Captive European Nations. In: Ieva Zake (Hrsg.): Anti-communist minorities in the U.S. Political activism of ethnic refugees. Palgrave Macmillan, New York NY 2009, ISBN 978-0-230-60681-4, S. 167–185, doi:10.1007/978-0-230-62159-6_9.
- Anna Mazurkiewicz: Join, or Die” – The Road to Cooperation Among East European Exiled Political Leaders in the United States, 1949–1954. In: Polish American Studies. Bd. 69, Nr. 2, 2012, ISSN 0032-2806, S. 5–43, doi:10.5406/poliamerstud.69.2.0005.

## Quelle
- Immigration History Research Center, Un. of Minnesota